# برافين
البرافين أو شمع البارافين أو شمع البترول هي مادة صلبة ناعمة عديمة اللون، مشتقة من النفط أو الفحم أو الصخر الزيتي، تتكون من مزيج من جزيئات الهيدروكربون التي تحتوي على ما بين عشرين وأربعين ذرة كربون. شمع البرافين هو مادة صلبة في درجة حرارة الغرفة ويبدأ في الذوبان عندما تصل درجة الحرارة أعلى من 37 درجة مئوية (99 درجة فهرنهايت)، ولهُ نقطة غليان أعلى من 370 درجة مئوية (698 درجة فهرنهايت). 
تشمل التطبيقات الشائعة لشمع البارافين التشحيم والعزل الكهربائي وصناعة الشموع. ويمكن استخدام شمع البارافين الملون كأقلام تلوين. ويختلف عن الكيروسين والمنتجات البترولية الأخرى التي تسمى أحيانًا «البارافين» أيضًا. وفي المملكة المتحدة يعرف الوقود المسمى بالكيروسين باسم زيت بارافين أو («بارافين» فقط)، ويعرف الشكل الصلب من البرافينات باسم شمع برافين
شمع البارافين (غير المصبوغ أو المعطر) هو بالأصل عديم الرائحة ولونه أبيض مزرق. تم إنتاج شمع البارافين لأول مرة بواسطة العالم الألماني كارل رايشنباخ في ألمانيا عام 1830. وساهمت هذه المادة بتقدم كبير في تكنولوجيا صناعة الشموع، لأنها أرخص في الإنتاج وتحترق بشكل أنظف وأفضل من الشموع الحيوانية. 
في التطبيقات الكيميائية، يستعمل البارافين بشكل مترادف مع الألكانات، وكلاهما يحتوي على جزيئات الهيدروكربون، والصيغة الكيميائية العامة هي (CnH2n + 2). اشتق اسم (برافين) من كلمة "parum" اللاتينية والتي تعني (بالكاد أو نادرًا) وكلمة "affinis" التي تعني «قليل التفاعل» في إشارة إلى طبيعة هذا الشمع الخاملة غير القابلة للتفاعل.

## الخواص الكيميائية والفيزيائية

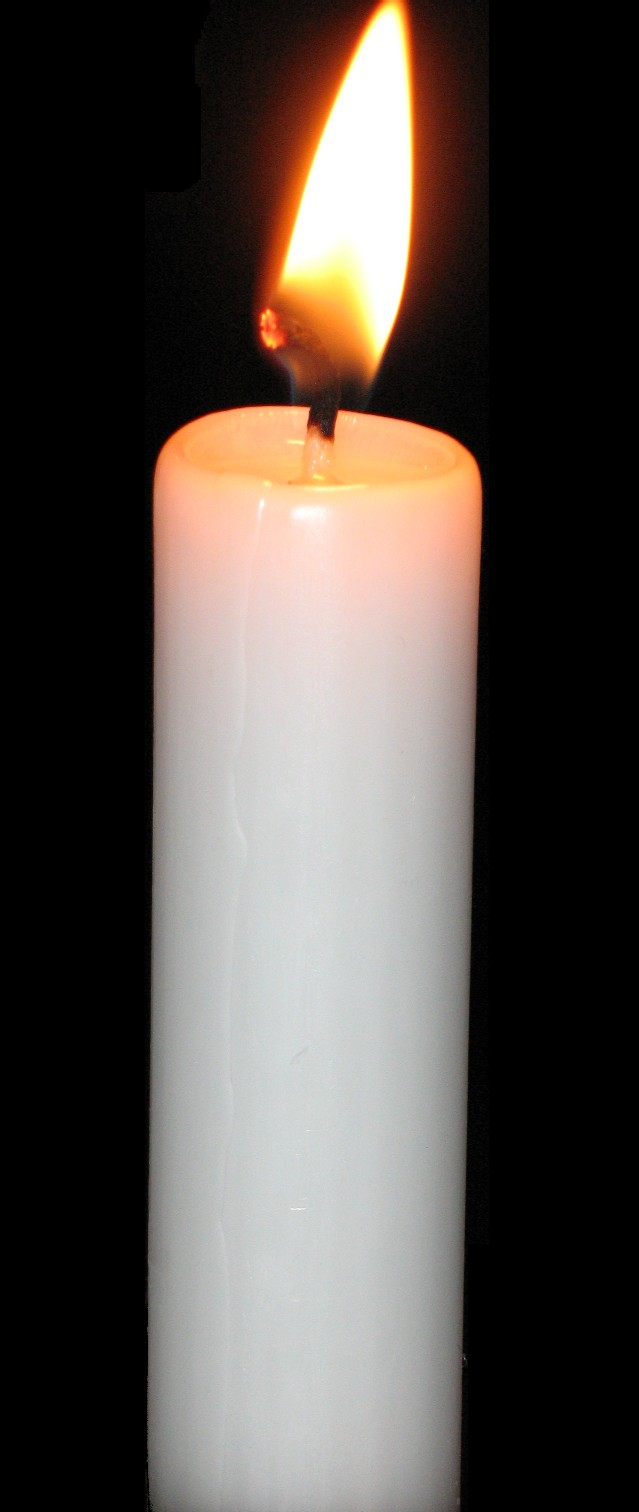
شمعة البرافين

يوجد شمع البارافين في الغالب كمادة صلبة بلون أبيض عديم الرائحة والطعم، مع نقطة انصهار نموذجية بين حوالي 46 و68 درجة مئوية (115 و 154 درجة فهرنهايت) وكثافة تبلغ حوالي 900 كجم / متر مكعب.  وهو غير قابل للذوبان في الماء، ولكنه قابل للذوبان في الأثير والبنزين وأنواع معينة من الإسترات. لا يتأثر البارافين بأغلب الكواشف الكيميائية المعروفة ولكنه يحترق بسهولة. تبلغ حرارة الاحتراق 42 ميجا جول / كجم.
شمع البارافين هو عازل كهربائي ممتاز، مع مقاومة تتراوح بين 1013 و 1017 أوم/ متر. وهو أفضل من جميع المواد الأخرى تقريبًا باستثناء بعض المواد البلاستيكية (مثل التفلون). شمع البارافين هو محرّر نيوتروني فعال، وقد استخدمه العالم الفيزيائي جيمس تشادويك في بعض تجاربه عام 1932 لتمييز النيوترون عن غيره من الجزيئات. 
شمع البارافين مادة ممتازة لتخزين الحرارة، له سعه حرارية تتراوح من 2.14 إلى 2.9 (جول لكل غرام كلفن) وحرارة انصهار 200-220 (جول لكل غرام). وتم استخدامه إلى جانب المبردات لتبريد الإكترونيات في مركبة «Lunar Roving» خلال الرحلات الفضائية المأهولة إلى القمر في أوائل سبعينيات القرن الماضي. يتمدد الشمع بشكل كبير عندما ينصهر، وهذا يسمح باستخدامه في منظمات الحرارة للأغراض الصناعية والمنزلية وخاصة للسيارات.

## الاستخدامات
لا يوجد من بين جميع مشتقات المنتجات النفطية منتج له استعمالات كثيرة ومتباينة كالبرافين، ولنقطة انصهاره أهمية كبيرة في تسويقه كشموعَ إضاءة؛ كما يُستعمل في ترطيب أوراق التغليف والورق المقوى إذا ما أُريد تحاشي التصاقِها بعضها ببعض في الأوقات الحارة. وقد شاع استعماله في حفظ الأطعمة وتغليفها وتقديمها، وفي الكثير من المراهم ومواد التجميل، ومع بعض الأدوية التي يتم تناولها عن طريق الفم، مما يستوجب مراقبة تنقيته مراقبةً شديدة وتحقيقه لمواصفات دستور الأدوية لضمان خلوه من الرائحة والطعم والعناصر غير الثابتة القابلة للتأكسد لاحقًا.
كما يستعمل البرافين في العزل الكهربائي والمنتجات المطاطية والدهانات وفي تلميع الجلود، وفي صناعة حبر الطباعة العادية أو الحجرية، وشمعًا للطابعات الكهربائية وورق الكربون، ومصدرًا للسيريسن Ceresin (الشمع المعدني)، وملمعًا للأرضيات، ومادةً لتشريب الأثاث والأرضيات الخشبية، وأقلام الحبر الجاف، وفي تغرية الورق وتلميعه، وتغرية الأنسجة والقماش المشمع، وبديلًا للشمع الكرنوبي المستخرج من أوراق شجر نخل الكونربيكة البرازيلي carnauba palm.
البرافينات الشمعية تستخدم بشكل محدود في الصناعات الغذائية، فتضاف للحلويات لتجعلها تبدو براقة. ورغم أنها صالحة للأكل، فإنها لا تهضم، فهي تسير خلال الجسم بدون أن يحدث لها تحلل. الأنواع الأخرى من البرافينات يمكن أن تحتوى زيوت وشوائب قد تكون سامة، أو مضرة بالصحة. وغالبًا ما يستخدم خليط البرافينات التي تحتوي على شوائب في حمامات الشمع، وأغراض التجميل والعلاج. لا تستخدم البرافينات كثيرًا لعمل قوالب الصب، لأنها هشة نسبيًا في درجة حرارة الغرفة ولا يمكن تقسيمها بدون أن تتكسر. الشموع الطرية القابلة للتشكيل مثل شمع النحل هي المفضلة في عمل القوالب.

## المخاطر
يمكن أن يتعرض الناس للبارافين في مكان العمل عن طريق التنفس، ملامسة الجلد أو العينين. وقد حدد المعهد الوطني للسلامة والصحة المهنية (NIOSH) الحد الموصى به (REL) للتعرض لدخان شمع البارافين بمقدار: 2 ملغ / متر مكعب خلال يوم عمل واحد لمدة 8 ساعات.